# Marija Abakumova
Marija Vasil'evna Abakumova (in russo Мария Васильевна Абакумова?; Stavropol', 15 gennaio 1986) è una giavellottista russa.

## Biografia
Nel settembre 2016 venne ufficializzato che alcuni test antidoping svolti nel mese di maggio, a distanza di anni dalla manifestazione, sui campioni prelevati all'atleta alle Pechino 2008, risultarono positivi all'dehydrochlormethyltestosterone (turinabol), portando così alla squalifica dell'atleta dalla manifestazione che l'aveva vista concludere seconda con un lancio a 70,78 metri.

## Palmarès
| Anno | Manifestazione    | Sede       | Evento                 | Risultato | Prestazione | Note |
| ---- | ----------------- | ---------- | ---------------------- | --------- | ----------- | ---- |
| 2003 | Mondiali allievi  | Sherbrooke | Lancio del giavellotto | 4ª        | 51,41 m     |      |
| 2004 | Mondiali juniores | Grosseto   | Lancio del giavellotto | 25ª (q)   | 43,95 m     |      |
| 2007 | Mondiali          | Osaka      | Lancio del giavellotto | 7ª        | 61,43 m     |      |
| 2008 | Giochi olimpici   | Pechino    | Lancio del giavellotto | dq        | 70,78 m     |      |
| 2009 | Mondiali          | Berlino    | Lancio del giavellotto | dq        | 66,06 m     |      |
| 2010 | Europei           | Barcellona | Lancio del giavellotto | dq        | 61,46 m     |      |
| 2011 | Mondiali          | Taegu      | Lancio del giavellotto | dq        | 71,99 m     |      |
| 2012 | Giochi olimpici   | Londra     | Lancio del giavellotto | dq        | 59,34 m     |      |
| 2013 | Universiade       | Kazan'     | Lancio del giavellotto | Oro       | 65,12 m     |      |
| 2013 | Mondiali          | Mosca      | Lancio del giavellotto | Bronzo    | 65,09 m     |      |
| 2015 | Mondiali          | Pechino    | Lancio del giavellotto | 30ª (q)   | 56,08 m     |      |

## Altre competizioni internazionali
2005
- Coppa Europa di atletica leggera ( Firenze)

2008
- Coppa Europa di atletica leggera ( Annecy)

2010
- Campionati europei a squadre di atletica leggera ( Bergen)